# Chester French
Chester French är en amerikansk indiepop-duo. Gruppen består av David-Andrew Wallach och Maxwell "Max" Drummey. Medlemmarna träffades när de båda gick på Harvard University.

## Diskografi
Studioalbum
- Love the Future (2009)
- Music 4 Tngrs (2012)

Mixtape
- Jacques Jams Vol 1: Endurance (2009)

Singlar
- "She Loves Everybody" (2008)
- "Black Girls" (med Travis Barker)

Singlar (som bidragande artister)
- "Fall Back" (med Idle Warship) (2008)
- "What a World" (med Common) (2008)
- "As I Em" (med Asher Roth) (2009)
- "Dancing Like A White Girl" (med Masta Ace & Edo G) (2009)
- "Get Loose" (med Reflection Eternal) (2010)
- "Gotta Get Up" (med Asher Roth & Nottz) (2010)
- "Play Your Part" (med Rick Ross, Meek Mill, & Wale) (2010)
- "Big Hype" (med Patrick Stump & Driis) (2011)